# Aparecida (ort)
Aparecida är en ort i Brasilien.   Den ligger i kommunen Aparecida och delstaten São Paulo, i den sydöstra delen av landet, 800 km söder om huvudstaden Brasília. Aparecida ligger 593 meter över havet och antalet invånare är 34 237.
Terrängen runt Aparecida är platt åt nordost, men åt sydväst är den kuperad. Runt Aparecida är det ganska tätbefolkat, med 144 invånare per kvadratkilometer.. Närmaste större samhälle är Guaratinguetá, 5,1 km nordost om Aparecida.
Omgivningarna runt Aparecida är huvudsakligen savann.